# Arenal Sound Festival
Arenal Sound és un festival de música que té lloc a Borriana (la Plana Baixa), des del 2010. Se celebra tots els anys a principis del mes d'agost, i té com a objectiu difondre les últimes tendències de música. Generalment es tracta de música independent, on hi tenen lloc el rock, el pop i l'electrònica, amb la presència de prestigiosos grups i discjòqueis del panorama nacional i internacional. No obstant això, el festival també ofereix a nous talents musicals l'oportunitat d'actuar al festival mitjançant la participació en un concurs de bandes i un de discjòqueis.

## Edició 2010
La primera edició de l'Arenal Sound va tenir lloc a finals de Juliol de 2010 amb una gran acollida del públic. En aquesta primera edició van acudir nombrosos artistes entre els quals en destaquen Lori Meyers, Bebe, Iván Ferreiro, Maldita Nerea, Macaco, Los Delinqüentes, Marlango, Delafé y las Flores Azules, Simple Minds i The Cramberries.

## Edició 2011
La segona edició del festival va tenir lloc a principis d'Agost de 2011, concretament del 4 al 7 d'aquest mes. D'aquesta segona edició cal destacar un gran augment de participació tant d'artistes com de públic. Al voltant de més de 40.000 persones per dia han gaudit de l'oferta musical que oferia aquest festival que va néixer a Borriana i en aquesta edició el festival ha progressat fins al punt de sobrepassar les previsions i arribar als 100.000 visitants.
A més d'augmentar el seu nombre d'assistents, el festival ha apostat per un cartell amb artistes reconeguts, tant nacionals com internacionals, de l'escena de la música indie, rock, pop i l'electrònica. Alguns dels artistes que van acudir al festival són: Scissor Sisters, Hurts, Paul Thomson (Franz Ferdinand) DJ Set, Love of Lesbian, Vetusta Morla, Supersubmarina, Russian Red, The Charlatans, Dorian, Delorean, We Are Standard, La Habitación Roja, Miss Caffeina, entre d'altres.

## Edició 2012
Del 2 al 5 d'agost de 2012 va tenir lloc la tercera edició del festival. L'Arenal Sound 2012 és l'edició rècord amb 54.000 assistents diaris i amb ganes de créixer de cara al 2013 millorant les infraestructures per poder convertir-se en un dels festivals líders a Europa. Així doncs, el festival ha tancat la seva tercera edició amb més de 250.000 assistents, incloent els més de 25.000 sounders que van gaudir de les dues festes de benvinguda.
La característica de l'esdeveniment d'aquest any és que la música adopta un estil més indie-alternatiu en la majoria dels grups participants. Alguns dels grups internacionals que van participar són: Two door cinema club, Metronomy, The Wombats, Kaiser Chiefs, Kakkmaddafakka, The Ting Tings, The Sounds, Crystal Fighters, Los Campesinos!, etc. Mentre que els grups nacionals que van ser presents al festival són:Love of Lesbian, Sidonie, Lori Meyers, Supersubmarina, El Columpio Asesino, Dorian, Zahara, Anni B Sweet, Second, Napoleón Solo, Zenttric, Sin Rumbo, La Pegatina, Ragdog, Pol 3.14, The Monomes, entre d'altres.

## Edició 2013
La quarta edició del festival Arenal Sound va tenir lloc de l'1 al 4 d'agost de 2013. A més, es van celebrar dues grans festes de benvinguda els dies 30 i 31 de juliol al recinte del Beach Club.
Alguns dels grups que van participar en el festival són : Editors, White Lies, The Sound of Arrows, La Bien Querida, Delafé y las Flores Azules, Iván Ferreiro, Antònia Font, entre d'altres.

## Edició 2014
Del 31 de juliol al 3 d'agost se celebra la cinquena edició del festival. Les primeres confirmacions són: Placebo, Die Antwoord, Mando Diao, Bastille, Sidonie, L.A., La Pegatina, Mishima, Els Amics de les Arts, Crystal Fighters, Vienna In Love entre d'altres.

## Edició 2015
La setena edició del Festival Arenal Sound començà el 28 de juliol i acabà al 2 d'agost. Es registra com el festival més multitudinari de l'any. El cartell va comptar amb artistes com Rudimental, The Kooks, The Hives, John Newman, Everything Everything, Tom Odell, Mika, La Roux, The Subways, Toundra, The Ting Tings, Vitalic o Citizens!

## Edició 2016
Entre el 2 i el 7 d'agost es va celebrar l'Arenal Sound més massiu fins aleshores amb 300.000 assistents. Els caps de cartell d'aquesta edició són Two Door Cinema Club, Crystal Fighters, Steve Aoki, The Hives, Kodaline, Vitalic, Galantis, Love of Lesbian i Parade of Lights, entre d'altres.

## Edició 2017
De l'1 al 6 d'agost l'Arenal Sound Festival va acollir un altre cop 300.000 persones i s'estima un impacte de 41 milions d'euros ingressats. Els principals artistes convidats a aquesta edició varen ser Martin Garrix, Bastille, Jake Bugg, Clean Bandit, Nothing But Thieves, Amaral, KSHMR, Kakkmaddafakka i C. Tangana.

## Edició 2018
L'edició de 2018 comença el 31 de juliol i acaba el 5 d'agost amb un impacte i recepció gairebé iguals als de l'any anterior. Artistes principals com Martin Garrix, Clean Bandit i Amaral varen tornar a repetir envers l'any anterior. A ells se li afegeixen altres coneguts del recorregut del festival com Steve Aoki o Sidecars i d'altres completament nous com Bad Bunny, Rozalén i Juancho Marqués entre d'altres.